# Acalazie esofagiană
Acalazia esofagiană, denumită adesea acalazie, reprezintă eșecul de relaxare a fibrelor musculare netede ale sfincterului esofagian inferior, determinând obstrucție la acest nivel. Fără precizări suplimentare, prin „acalazie” se înțelege, de obicei, acalazia esofagului. Acalazia poate însă poate apărea și în alte puncte, de-a lungul tractului gastrointestinal; acalazia rectului, de exemplu, poate apărea în boala Hirschsprung. Sfincterul esofagian inferior este un mușchi situate între esofag și stomac, care se destinde pentru trecerea bolului alimentar. În rest, acesta rămâne contractat pentru prevenirea refluxului gastoesofagian. Nu se cunoaște exact cauza ce duce la apariția bolii, precum nu sunt pe deplin înțeleși nici factorii de risc aferenți acestei patologii. Există presupuneri referitoare la o formă transmisibilă genetic de acalazie, dar subiectul rămâne controversat.
Acalazia esofagiană este o tulburare de motilitate a esofagului care implică musculatura netedă esofagiană și sfincterul esofagian inferior (SEI). Se caracterizează prin relaxarea incompletă a SEI, hipertonicitate locală, și lipsa peristaltismului esofagian (i.e. incapacitatea mușchilor netezi de a deplasa alimentele ingerate) în absența altor etiologii, precum cancerul sau fibroza.
Clinic, acalazia se caracterizează prin disfagie, regurgitație și, uneori, durere toracică (i.e. pirozis). Diagnosticul se pune prin manometrie esofagiană și radiografie cu bariu. Sunt disponibile diferite tratamente, însă fără caracter curativ. Toxina botulinică pot fi utilizată în unele cazuri, dar soluțiile mai eficiente pe termen lung sunt dilatarea esofagiană și sfincterectomia (miotomia Heller).
Cea mai frecventă formă este acalazia primară, ce are caracter idiopatic. Acalazia secundară se datorează unor afecțiuni subiacente, precum cancerul esofagian, boala Chagas (boală infecțioasă frecventă în America de Sud) sau sindromul Allgrove. Acalazia afectează aproximativ 1/100,000 persoane anual,având frecvențe egale între sexe. Termenul este de etimologie greacă, fiind compus din a- + -chalasia și însemnând „fără relaxare”.
Acalazia se poate manifesta, de asemenea, alături de alte boli, în cadrul unor sindroame rare, precum acalazia-microcefalia. 

## Semne si simptome
Principalele simptome ale acalaziei sunt disfagia (dificultatea de înghițire a alimentelor), regurgitarea alimentelor nedigerate, durerea retrosternală și pierderea în greutate. Disfagia tinde să se agraveze în timp și să implice atât lichide, cât și solide. La unii oameni poate apărea tusea declanșată de decubitul dorsal. Durerea toracică experimentată, cunoscută și sub numele de cardiospasm sau durere toracică non-cardică, poate fi confundată cu cea de sorginte ischemică. Datorită obstrucției alimentelor, lichidelor și chiar a salivei în esofag, acestea pot fi aspirate în plămâni. Acalazia netratată poate duce la apariția megaesofagului. Uneori se declanșează nevoia de regurgitare a ceea ce a fost înghițit anterior, nefiind însoțită de greață și de efortul specific vomitării. Datorită faptului că mâncarea nu mai ajunge în cantități suficiente la nivelul intestinului subțire pentru absorbție, apar: pierderea în greutate, anorexia, eventuala înfometare și moartea. 

### Acalazia în stadiu avansat
Acalazia în stadiu terminal, caracterizată printr-un esofag masiv dilatat și sinuos, poate apărea și la pacienții tratați anterior, dar la care dilatarea esofagiană sau miotomia nu reușesc să amelioreze disfagia și să prevină deteriorarea nutrițională, esofagectomia rămânând singura opțiune. Astfel, se poate realiza esofagectomia porțiunii afectate, alături de anastomoza gastro-esofagiană, de obicei cu rezultate satisfăcătoare. 

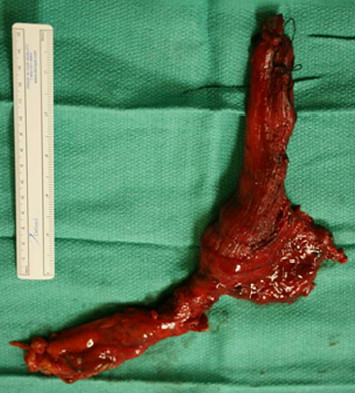
Probă de esofagectomie transhiatală de la un pacient cu acalazie în stadiu avansat. Diverticul la capătul stâng inferior al esofagului.

O revizuire a literaturii arată rezultate similare cu un control bun al simptomelor pentru 75-100% dintre pacienții supuși unei astfel de proceduri. Cu toate acestea, esofagectomia nu este lipsită de riscuri și fiecare pacient trebuie să fie pe deplin informat cu privire la toate riscurile asociate. Ratele de mortalitate sunt de 5-10%, iar ratele de morbiditate pot ajunge la 50%. De asemenea, scurgeri anastomotice au apărut la 10-20% dintre pacienți iar strictura anastomotică a fost raportată la până la 50% dintre pacienți, în funcție de durata urmăririi postoperatorii. Sindromul de dumping, raportat la 20% dintre pacienți, tinde să fie autolimitat și poate fi tratat medicamentos dacă este necesar. Cruțarea plexului nervos esofagian în esofagectomie poate reduce riscul sindromului de dumping.

## Fiziopatologie
Cauza acalaziei primare este necunoscută. Tonicitatea și distensia sfincterului esofagian inferior sunt reglate de o serie de neurotransmițători cu caracter excitator (acetilcolină, substanță P etc.) și inhibitor (oxid nitric, peptidă intestinală vasoactivă etc.). Persoanele cu acalazie sunt lipsite de celule ganglionare inhibitoare, ducând la un dezechilibru între neurotransmisia excitatoare și cea inhibitorie. Rezultatul este un sfincter esofagian hiperton. 
Specimenele de autopsie și miotomie au arătat, la examenul histologic, un răspuns inflamator constând din limfocite T citotoxice CD3/CD8 pozitive, un număr variabil de eozinofile și mastocite, pierderea celulelor ganglionare și neurofibroză; aceste evenimente par să apară devreme în acalazie. Prin urmare, se poate să existe un context autoimun al acalaziei, cel mai probabil cauzat de factori virali. Alte studii sugerează factori ereditari, neurodegenerativi, genetici și infecțioși. 

## Diagnostic

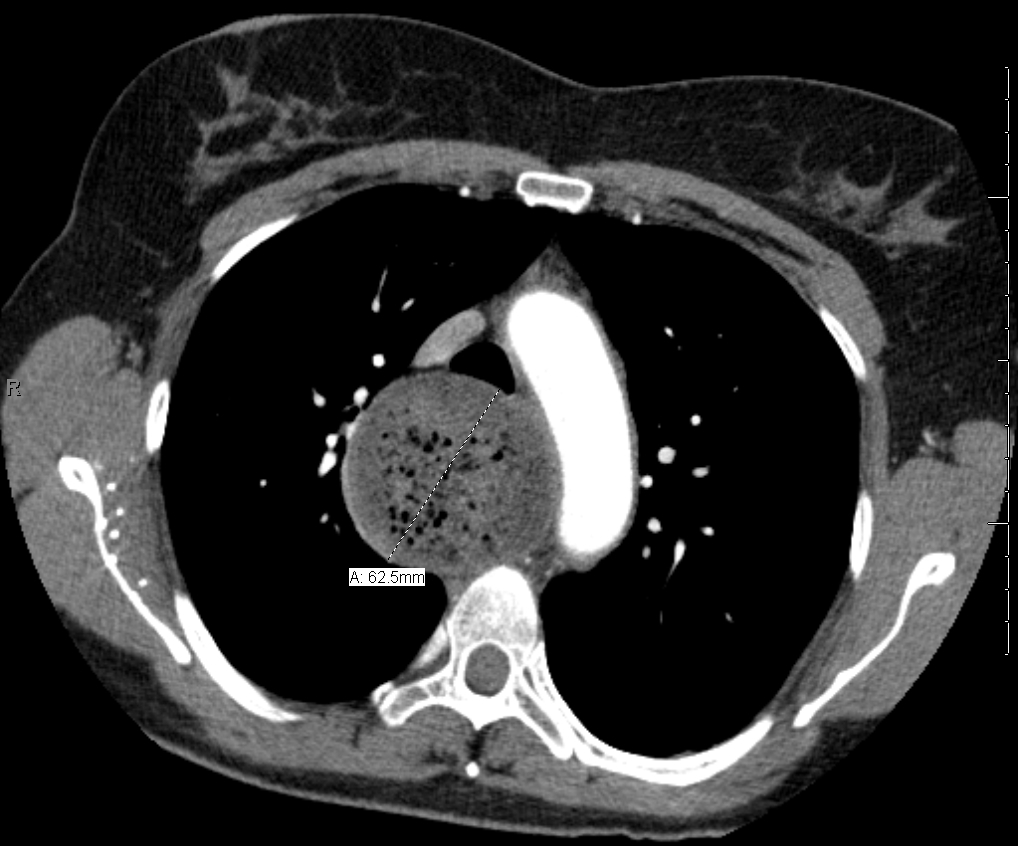
Imagine CT axială care arată o dilatare marcată a esofagului la o persoană cu acalazie.

Datorită asemănării simptomelor, acalazia poate fi confundată cu patologii mai frecvente, cum ar fi boala de reflux gastroesofagian (GERD), hernia hiatală sau cu tulburările psihosomatice. Testele specifice pentru acalazie sunt radiografia cu bariu și manometria esofagiană. În plus, endoscopia esofagului, stomacului și duodenului (esofagogastroduodenoscopie sau EGD), cu sau fără ultrasunet, este de obicei efectuată pentru a exclude posibilitatea cancerului.

### Radiografia cu bariu

Aspect în „cioc de pasăre” a megaesofagului, tipic în acalazie

Pacientul înghite o soluție de bariu, iar prin fluoroscopie continuă (înregistrare cu raze X) se urmărește curgerea lichidului prin esofag. În cazul acalaziei, există o diminuare acută de debit la nivelul sfincterului esofagian inferior datorită îngustării joncțiunii gastro-esofagiene, producând un aspect de „cioc de pasăre” sau „coadă de șobolan”. Porțiunea de esofag superioară îngustării este adesea dilatată în diferite grade. Marginile hidroaerice ale esofagului, ce adesea pot fi observate pe radiografie, se datorează lipsei peristaltismului. Tot prin această investigație paraclinică se poate măsura și eficacitatea tratamentului. 

### Manometrie esofagiană

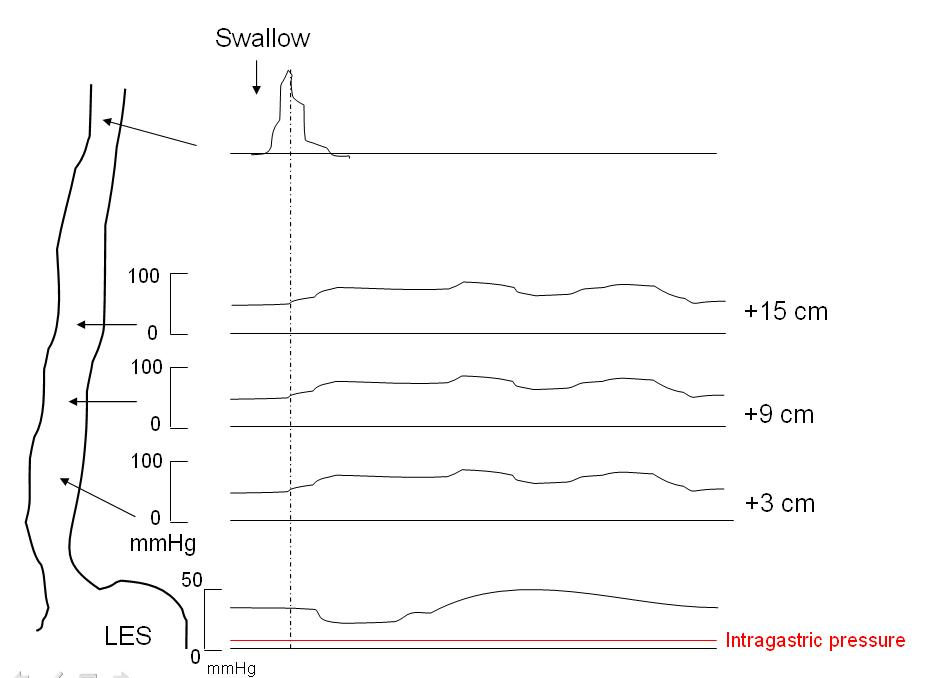
Schema manometriei în acalazie care arată contracții aperistaltice, presiune intraesofagiană crescută și eșecul relaxării sfincterului esofagian inferior.

Datorită sensibilității înalte, manometria este metoda de elecție pentru stabilirea diagnosticului. Un cateter (tub subțire) este introdus prin nas, iar pacientul este instruit să înghită de mai multe ori. Sonda măsoară contracțiile musculare în diferite părți ale esofagului în timpul actului de înghițire. Manometria relevă incapacitatea sfincterului esofagian inferior de a se relaxa în procesul de înghițire, precum și lipsa peristaltismului în jumătatea esofagiană inferioară. 
Constatările manometrice tipice sunt: 
- Sfincter esofagian inferior hiperton (<75% relaxare față de normal)
- Presiune la nivelul sfincterului esofagian inferior > 100mm Hg (<26mm Hg este normal)
- Aperistaltism esofagian
- Creștere relativă a presiunii intraesofagiene în comparație cu presiunea intragastrică

### Biopsie
Biopsia, prelevarea unei probe de țesut în timpul endoscopiei, nu este de obicei necesară în acalazie, dar dacă este efectuată arată o musculatură hipertrofiată și absența anumitor celule nervoase ale plexului mienteric ce controlează peristaltismul esofagian. Nu este posibil să se diagnosticheze acalazia doar prin biopsie.

## Tratament
Nifedipina sublinguală îmbunătățește semnificativ simptomele la 75% dintre persoanele cu boală ușoară sau moderată. Cei mai mulți clinicieni consideră miotomia laparoscopică ca fiind tehnica cea mai avansată și cea mai eficientă de tratament. Un studiu ulterior însă, ce a urmărit evoluția a 201 pacienți cu acalazie vreme de doi ani post-invervențional, a constatat că metoda dilatării pneumatice a esofagului nu este inferioară miotomiei laparoscopice Heller.

### Schimbări ale stilului de viață
Atât înainte, cât și după tratament, pacienților cu acalazie le este indicat să mănânce încet, să mestece foarte bine, sa bea apă din abundență în timpul mesei și să evite mesele înainte de culcare. Somnul cu capul ridicat deasupra nivelului corpului favorizează golirea esofagului prin gravitație. După intervenția chirurgicală sau după dilatarea pneumatică, se administrează inhibitori ai pompei de protoni pentru prevenirea refluxului gastoesofagian prin inhibarea secreției de acid gastric. Alimentele ce favorizează refluxul gastoesofagian, precum: ketchupul, citricele, ciocolata, alcoolul și cofeina, trebuie evitate. Lezarea mucoasei esofagului de către refluxul gastroesofagian poate cauza esofagul Barrett.

### Medicație
Medicamentele care reduc presiunea de la nivelul sfincterului esofagian inferior sunt utile. Acestea includ: blocante ale canalelor de calciu (nifedipina etc.) și nitrați (dinitratul de izosorbid și nitroglicerina). Cu toate acestea, pot exista reacții adverse neplăcute, cum ar fi durerile de cap și picioarele umflate, iar efectul medicației se diminuează semnificativ după câteva luni de administrare.
Toxina botulinică (Botox) poate fi injectată în sfincterul esofagian inferior pentru a-i paraliza musculatura. Ca și în cazul Botoxului utilizat cosmetic, efectul este temporar și durează aproximativ 6 luni. Injecțiile cu botox provoacă însă cicatrici la nivelul sfincterului, ceea ce poate crește dificultatea miotomiei Heller efectuată ulterior. Această terapie este recomandată pacienților care nu pot risca operații, precum persoanele în vârstă. Dilatarea pneumatică are o eficacitate pe termen lung mai bună decât botoxul.

### Dilatare pneumatică
În dilatarea cu balon (pneumatică), fibrele musculare sunt întinse și ușor rupte prin umflarea forțată a unui balon plasat în interiorul sfincterului esofagian inferior. Există întotdeauna un mic risc de perforare care necesită intervenție chirurgicală imediată. Dilatația pneumatică provoacă unele cicatrici care pot crește dificultatea miotomiei Heller dacă aceasta devine ulterior necesară. Refluxul gastroesofagian (GERD) apare după dilatarea pneumatică la mulți pacienți. Dilatația pneumatică este indicată în special la pacienții cu vârsta mai mare de 40 de ani; beneficiile tind să fie de durată mai scurtă la pacienții mai tineri datorită ratei mai mari de regenerare tisulară posttraumatică, necesitând repetarea procedurii cu baloane mai mari pentru a păstra efectul terapeutic.

### Intervenție chirurgicală
Miotomia Heller ajută 90% dintre pacienții cu acalazie. Poate fi efectuată laparoscopic. Operația presupune o tăietură longitudinală cu punct de pornire de deasupra sfincterului esofagian inferior și extinzându-se până la nivelul stomacului. Mucoasa esofagiană este păstrată intactă, fiind secționate doar straturile musculare responsabile de hipertonicitate.

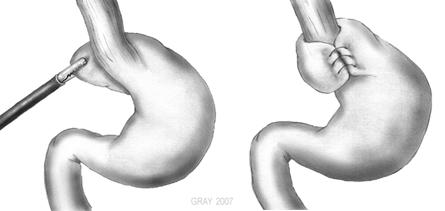
Imaginea a fundoplicaturii Nissen

Urmează efectuarea unei fundoplicaturi parțiale care presupune înfășurarea porțiunii fundice a stomacului în jurul sfincterului esofagian inferior și suturarea pe loc, ceea ce consolidează sfincterul și previne refluxul gastoesofagian. De obicei hiatusul esofagian este îngustat prin suturații pentru a preveni hernia hiatală. După operație, pacienții trebuie să țină dietă timp de câteva săptămâni până la o lună, evitând alimentele care pot agrava refluxul. Fundoplicatura cea mai recomandată pentru a completa miotomia Heller este fundoplicatura Dor, care presupune o înfășurare anterioară a fundului stomacului de 180 până la 200 de grade în jurul esofagului. Oferă rezultate excelente în comparație cu fundoplicația Nissen, care este asociată cu o incidență mai mare a disfagiei postoperatorii.

### Miotomie endoscopică
O nouă terapie endoscopică pentru managementul acalaziei a fost dezvoltată în 2008, în Japonia.  Miotomia endoscopică perorală (POEM) este o intervenție minim invazivă, încadrându-se în categoria chirurgiei endoscopice transluminale prin orificii naturale, care urmează aceleași principii ca și miotomia Heller. Pe mucoasa esofagiană se face o incizie mică prin care se introduce un endoscop. Stratul muscular circular al esofagului este tăiat, trecându-se prin sfincterul esofagian inferior până la aproximativ 2 cm în mușchiul gastric. Deoarece această procedură se efectuează în întregime transoral, nu există cicatrici vizibile pe corpul pacientului. 
Pacienții petrec de obicei 1-4 zile în spital, fiind capabili să se întoarcă în activitate imediat. Nu este nevoie de vreo dietă specială. Complicațiile majore sunt rare și, în general, sunt gestionate fără intervenții adiționale. Satisfacția pacienților pe termen lung este similară cu cea a miotomiei Heller laparoscopice.
Miotomia endoscopică a fost efectuată la peste 1.200 de pacienți în Japonia și devine din ce în ce mai populară la nivel internațional ca terapie de primă linie la pacienții cu acalazie.

### Monitorizare
Chiar și după tratarea cu succes a acalaziei, disfagia poate apărea în timp. Esofagul trebuie verificat la fiecare an sau doi cu ajutorul radiografiei cu bariu. În plus, unii medici recomandă testarea periodică a pH-ului și a mucoasei esofagiene prin endoscopie, pentru a verifica daunele de reflux, care pot duce la o afecțiune premalignă cunoscută sub numele de esofag Barrett. 

## Istoria înțelegerii și tratamentului acalaziei
- În 1672, medicul englez Sir Thomas Willis, unul dintre fondatorii Societății Regale, a descris pentru prima dată afecțiunea cunoscută acum sub numele de „acalazie” și a tratat problema prin dilatarea esofagului folosind un burete de mare atașat unui os de balenă.
- În 1881, medicul Johann Freiherr von Mikulicz-Radecki a descris boala drept cardiospasm, considerând că este o problemă funcțională mai degrabă decât una mecanică.
- În 1913, Ernest Heller a devenit primul chirurg care a efectuat cu succes o esofagomiotomie, acum cunoscută sub numele de „miotomie Heller”.[32]
- În 1929, doi medici – Hurt și Rake – și-au dat seama că problema se datora faptului că sfincterul esofagian inferior nu se relaxa. Ei au numit boala „acalazie”.
- În 1937, FC Lendram a susținut concluziile lui Hurt și Rake, favorizând termenul de „acalazie” împotriva celui de „cardiospasm”.
- În 1955, medicul german Rudolph Nissen, student al lui Ferdinand Sauerbruch, efectuează prima fundoplicatură, cunoscută acum sub numele de „fundoplicatură Nissen”, publicându-și rezultatele într-un număr din 1956 a Swiss Medical Weekly.[33][34]
- În 1962, medicul Dor efectuează prima fundoplicatură parțială anterioară,[35] ca soluție pentru refluxul gastoesofagian exacerbat de miotomia Heller.
- În 1963, medicul Toupet efectuează prima fundoplicatură parțială posterioară.[36]
- În 1991, medicul Shimi și colegii săi efectuează, în Anglia, prima miotomie Heller laproscopică.
- În 1994, Paricha et al. introduce toxina botulinică ca metodă de reducere a presiunii sfincterului esofagian inferior. [37]
- În 2008, cea mai nouă procedură de tratament chirurgical pentru acalazie, miotomia endoscopică perorală, a fost concepută de H. Inoue în Tokyo, Japonia.[38] Această metodă este încă considerată experimentală în multe țări, precum Statele Unite.

## Epidemiologie
Incidența acalaziei a crescut la aproximativ 1,6 la 100.000 la unele populații. Boala afectează mai ales adulții cu vârste cuprinse între 30 și 50 de ani. 

## Bolnavi celebri
Astrofizicianul Carl Sagan a fost diagnosticat cu acalazie de la vârsta de 18 ani. Guvernul Zambiei a anunțat că președintele Zambiei, Edgar Lungu, suferă de acalazie, prezentând simptome, în special amețeli, care apar uneori în timpul angajamentelor oficiale.